# Веверка, Йозеф
Йозеф Веверка (чеш. Josef Veverka; 12 января 1922, Вельке-Павловице — 21 октября 2006, Вельке-Павловице) — чехословацкий и чешский селекционер винограда. Один из выдающихся селекционеров и пионеров чехословацкого виноделия и виноградарства после Второй мировой войны.

## Биография
Родился 12 января 1922 года в Вельке-Павловице.
После окончания гимназии в Жидлоховице он поступил в Государственную высшую школу плодоводства, виноградарства и садоводства в Мельнике. После Второй мировой войны он окончил Сельскохозяйственный университет в Брно.
C 1956 по 1959 год он работал на селекционной станции винограда в Вельке-Павловице (чеш. Šlechtitelská stanice vinařská v Velké Pavlovice, сокращенно ŠS Velké Pavlovice). В 1959 году по политическим причинам[каким?] был вынужден перейти на селекционную станцию винограда в Перне (чеш. Šlechtitelská stanice vinařská v Perné, сокращенно ŠS Perná), где и завершил свои селекционные работы, начатые еще в Вельке-Павловице в 1953 году[уточнить].
Умер 21 октября 2006 (84 года) года в Вельке-Павловице.

## Выведение новых сортов винограда
Основное достижение Йозефа, это выведение двух новых белых технических (винных) сортов винограда, ставших популярными в Моравии  — Палава и Аурелиус.
Сорт Палава получен скрещиванием сортов Саваньен розе × Мюллер-тургау в 1953 году в Вельке-Павловице. В 1977 году сорт был зарегистрирован в Государственной сортовой книге Чехословакии. Виноград назван в честь Палавского региона.
Сорт Аурелиус был выведен им совместно с Франтишкем Затлукалом также в 1953 году на той же селекционной станции в Вельке-Павловице скрещиванием сортов Нойбургер × Рислинг. В 1983 году сорт был зарегистрирован в Государственной сортовой книге Чехословакии. Виноград назван в честь римского императора Марка Аврелия Проба, который разрешил выращивать виноград за Альпами, что и привело к созданию первых виноградников под Палавой.